# Partido Convergencia Popular Socialista
El Partido Convergencia Popular Socialista (PCPS) es un partido político paraguayo. Es un partido de izquierda marxista. Hace parte de la confederación de todos los partidos de izquierda de Paraguay, llamado Frente Guasú. Su secretario general es Ramón Medina.

## Historia
El partido fue fundado el 13 de marzo de 2009, aunque ya había emprendido actividades unos años atrás, apoyando a Fernando Lugo en las elecciones presidenciales de 2008. 
En abril de 2010, el PCPS realizó su primer congreso. En las elecciones generales de Paraguay de 2013 y también en las elecciones generales de 2018, el PCPS logró obtener un escaño en el Senado con Hugo Richer, dentro de la lista del Frente Guasú.

## Presidentes
- Hugo Richer (2009 - 2011)
- Ramón Medina (2011 - 2014)
- Ernesto Benítez (2014 - 2018)
- Hugo Richer (2019 - 2021)
- Ramón Medina (2021-2023)